# Tiroir
Pour les articles homonymes, voir Tiroir (homonymie).

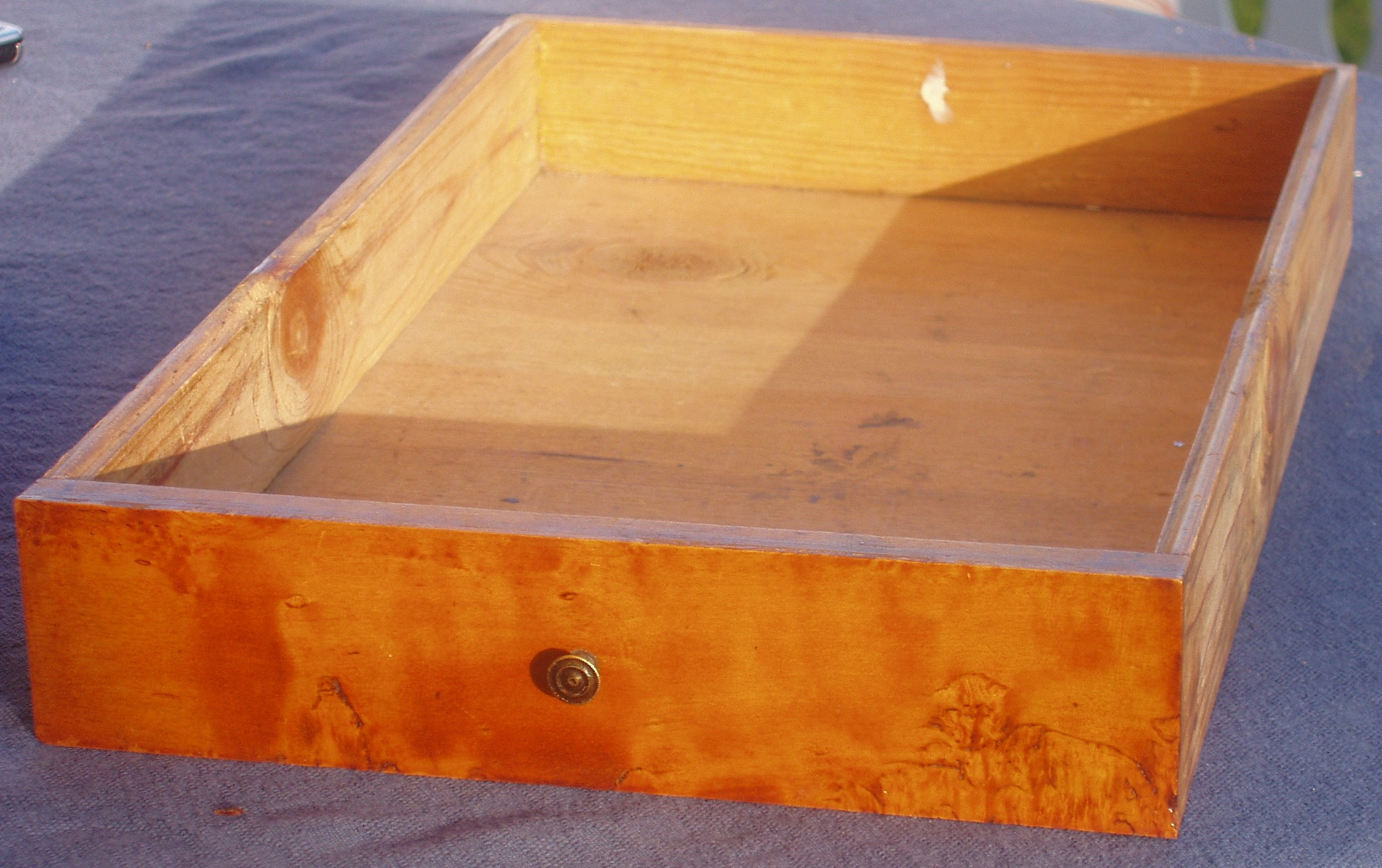
Tiroir.

Un tiroir est un élément de mobilier permettant de ranger des objets. Le tiroir est généralement constitué d’un boîtier ouvert coulissant à l’intérieur d’un meuble. Un tiroir se compose d'un panneau antérieur appelé devanture, de deux côtés, d'un derrière et d'un fond.
Il peut être dit de largeur, encastré, réduit, éventuellement dissimulé derrière une porte du meuble. Il est généralement verrouillé par un mécanisme dans les meubles à secrets. 

## Histoire
La première apparition du tiroir remonte à l’Antiquité.
Les meubles anciens sont dits à battement ou à recouvrement : leur devanture en saillie sur le bâti de façade constitue un élément important dans l'architecture du meuble.

## Construction

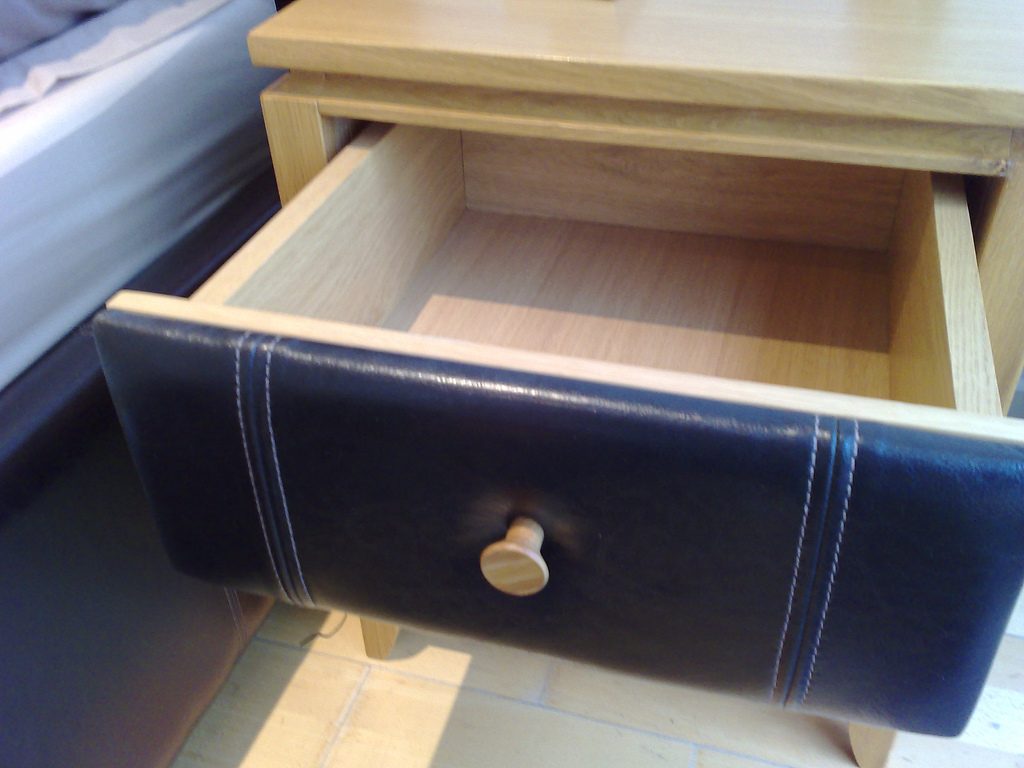
Tiroir de table de nuit.

Les tiroirs peuvent être construits d’une variété de manières et à l’aide d’une variété de matériaux. Le bois et les matériaux composites à base de bois, tôle ou plastique sont des matériaux couramment utilisés pour confectionner les tiroirs et les meubles, dont font partie les tiroirs.
Les tiroirs en bois sont souvent fabriqués de telle sorte que la face avant soit complète et que le grain des pièces latérales ne se voie pas. Les coins peuvent être imbriqués pour l’esthétique ou pour ajouter de la solidité supplémentaire. Une queue d’aronde aveugle est parfois utilisée pour les coins afin de cacher le joint. Pour fixer la pièce de fond du tiroir, une rainure peut être coupée dans les quatre pièces verticales pour insérer le fond du tiroir.

## Ouverture

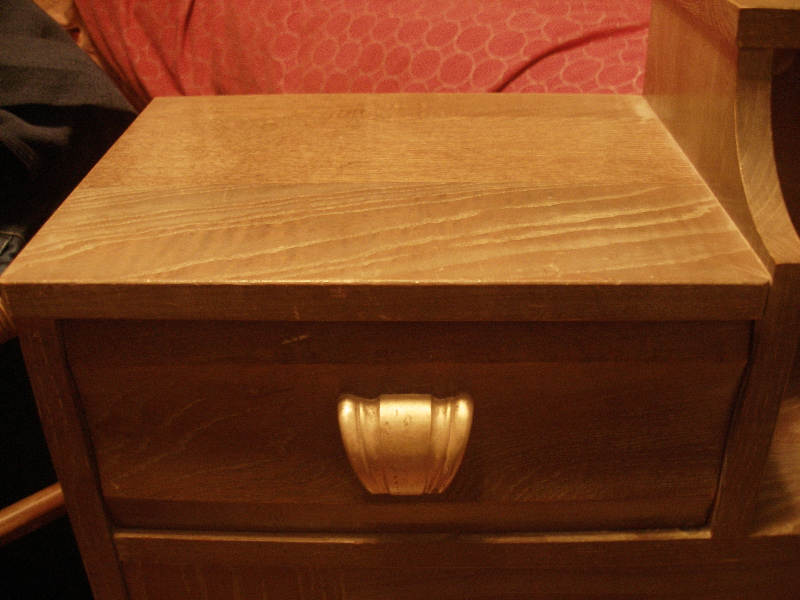
Tiroir à poignée dorée.

Le plus souvent, la face avant du tiroir comporte un ou deux boutons ou poignées facilitant le tirage du tiroir hors de son enceinte. Dans certains cas, les tiroirs peuvent comporter un autre mécanisme pour le tirer, y compris des trous ou une zone évidée dans la face avant formant une rainure permettant d’insérer les doigts sur la face inférieure de la face avant du tiroir.

## Mouvement
La plupart des meubles et des armoires plus âgés ou bon marché utilisent des curseurs en bois, sur lesquels glisse le tiroir lorsqu’il est ouvert ou fermé. Les lames de bois peuvent être lubrifiées à la paraffine. Les nouveaux meubles peuvent utiliser des glissières de friction en plastique transparent ou des systèmes de roulement plus élaborés, qui permettront un fonctionnement plus aisé et moins contraignant. Il existe différents types de glissières, avec roulement à billes, avec rouleaux transparents ou à action progressive. Les tiroirs modernes sont généralement classés selon la façon dont ils sont montés, y compris glissières montées au centre, en bas, latéralement et à l’européenne. Les tiroirs à glissières sont destinés à un usage allant d’une charge nominale légère de 34 kg à une charge lourde de 200 kg. Une capacité de charge considérée comme typique est de 45 kg.
Les tiroirs à glissière comportent souvent un mécanisme permettant de maintenir le tiroir pour l’empêcher d’être accidentellement tiré pleinement hors de son boîtier.

## Sécurité
Certains tiroirs incorporent un mécanisme de verrouillage pour fixer le tiroir. Il s’agit le plus souvent de tiroirs de classeurs et de bureaux.

## Mobilier
Les tiroirs font souvent partie d’autres meubles qui incorporent ou sont constitués uniquement de tiroirs : commode, chiffonnier, semainier, coffre à outils, meuble à fiches.

## Source
- (en) Cet article est partiellement ou en totalité issu de l’article de Wikipédia en anglais intitulé « Drawer (furniture) » (voir la liste des auteurs).